# Will Thomas
William Benson Thomas, detto Will (Baltimora, 1º luglio 1986), è un cestista statunitense naturalizzato georgiano.

## Statistiche

### College
| Anno      | Squadra           | PG  | PT  | MP   | TC%  | 3P%  | TL%  | RP   | AP  | PRP | SP  | PP   |
| --------- | ----------------- | --- | --- | ---- | ---- | ---- | ---- | ---- | --- | --- | --- | ---- |
| 2004-2005 | G. Mason Patriots | 29  | 16  | 23,0 | 61,1 | -    | 47,5 | 5,6  | 0,8 | 0,6 | 0,7 | 5,7  |
| 2005-2006 | G. Mason Patriots | 35  | 35  | 31,9 | 58,0 | 0,0  | 51,6 | 7,2  | 1,1 | 0,7 | 0,7 | 11,8 |
| 2006-2007 | G. Mason Patriots | 33  | 33  | 34,8 | 62,7 | 0,0  | 62,2 | 6,9  | 2,2 | 0,6 | 0,6 | 13,3 |
| 2007-2008 | G. Mason Patriots | 34  | 34  | 35,6 | 64,2 | 100  | 67,2 | 10,4 | 2,0 | 0,9 | 0,5 | 16,1 |
| Carriera  | Carriera          | 131 | 118 | 31,6 | 61,6 | 33,3 | 59,8 | 7,6  | 1,5 | 0,7 | 0,6 | 11,9 |

### Eurolega
| Anno      | Squadra              | PG  | PT  | MP   | TC%  | 3P%  | TL%  | RP  | AP  | PRP | SP  | PP   |
| --------- | -------------------- | --- | --- | ---- | ---- | ---- | ---- | --- | --- | --- | --- | ---- |
| 2014-2015 | Málaga               | 24  | 14  | 20,6 | 51,2 | 28,6 | 73,5 | 4,5 | 0,8 | 0,2 | 0,1 | 7,0  |
| 2015-2016 | Málaga               | 24  | 15  | 23,0 | 42,9 | 21,2 | 83,3 | 4,6 | 1,2 | 0,6 | 0,1 | 8,1  |
| 2017-2018 | Valencia             | 30  | 23  | 23,6 | 47,3 | 28,8 | 74,4 | 3,6 | 1,1 | 0,8 | 0,1 | 6,2  |
| 2019-2020 | Zenit S. Pietroburgo | 27  | 21  | 27,9 | 50,7 | 34,2 | 75,9 | 3,9 | 1,4 | 1,0 | 0,1 | 10,3 |
| 2020-2021 | Zenit S. Pietroburgo | 39  | 39  | 26,4 | 54,2 | 41,9 | 89,7 | 4,9 | 1,4 | 0,7 | 0,2 | 9,3  |
| 2021-2022 | Monaco               | 35  | 28  | 27,4 | 58,1 | 40,8 | 86,2 | 4,2 | 1,1 | 0,6 | 0,1 | 7,5  |
| Carriera  | Carriera             | 179 | 140 | 25,1 | 51,1 | 33,5 | 81,9 | 4,3 | 1,2 | 0,7 | 0,1 | 8,1  |

### Eurocup
| Anno       | Squadra  | PG | PT | MP   | TC%  | 3P%  | TL%  | RP  | AP  | PRP | SP  | PP   |
| ---------- | -------- | -- | -- | ---- | ---- | ---- | ---- | --- | --- | --- | --- | ---- |
| 2016-2017  | Valencia | 23 | 5  | 19,7 | 44,4 | 23,9 | 65,6 | 4,4 | 0,7 | 0,5 | 0,1 | 6,3  |
| 2018-2019† | Valencia | 23 | 16 | 23,5 | 59,4 | 43,5 | 76,0 | 3,7 | 1,7 | 0,4 | 0,2 | 11,8 |
| Carriera   | Carriera | 46 | 21 | 21,6 | 53,3 | 33,7 | 72,0 | 4,1 | 1,2 | 0,5 | 0,2 | 9,0  |

## Palmarès

### Squadra
- Eurocup: 1

Valencia: 2018-19
- Campionato spagnolo: 1

Valencia: 2016-17
- Coppa di Georgia: 1

Armia: 2012
- Supercoppa spagnola: 1

Valencia: 2017
- Supercoppa del Belgio: 1

Liegi: 2009
- Copa del Rey: 1

Málaga: 2023
- Basketball Champions League: 1

Málaga: 2023-2024

### Individuale
- Pro Basketball League MVP: 1

Liegi: 2009-10
- Eurocup Finals MVP: 1

Valencia: 2018-19